# (15278) Pâquet
(15278) Pâquet, désignation internationale (15278) Paquet, est un astéroïde de la ceinture principale, et plus spécifiquement du groupe de Hilda.

## Description
(15278) Pâquet est un astéroïde du groupe de Hilda. Il fut découvert par Eric Walter Elst le 6 août 1991 à l'observatoire de La Silla. Il présente une orbite caractérisée par un demi-grand axe de 3,99 UA, une excentricité de 0,216 et une inclinaison de 9,28° par rapport à l'écliptique.
Il fut nommé en hommage à Paul Pâquet, qui fut directeur de l'observatoire royal de Belgique, de 1990 à 2002.

## Compléments